# King Kong (2005)
King Kong är en amerikansk-nyzeeländsk film som hade biopremiär i USA den 14 december 2005, i regi av Peter Jackson. Filmen är producerad av Peter Jackson, Fran Walsh och är skriven av Peter Jackson, Fran Walsh och Philippa Boyens. Filmens musik är komponerad av James Newton Howard, som under produktionens gång ersatte Howard Shore. Filmen kostade 207 miljoner dollar att göra (mer än Titanic), varav regissören Peter Jackson själv stod för en okänd del av finansieringen. Filmen följer ursprungsversionens manus mer än vad King Kong från 1976 gör. Filmen vann tre Oscars för bästa ljudredigering, bästa ljud och bästa specialeffekter på Oscarsgalan 2006.

## Handling
Det är 1933 och den berömde regissören Carl Denham är i stort behov av en ung skådespelerska till sin nästa storfilm efter att hans senaste film blivit ett totalt fiasko, och av en slump träffar han på den unga, vackra Ann Darrow då hon stjäl ett äpple i New York. Hon tackar ja till hans erbjudande om att åka till Dödskalleön för att filma den nya filmen. Efter en lång resa anländer de till ön och väl iland blir Ann kidnappad av de magra ur-invånarna. De binder henne på andra sidan den enorma muren som skyddar dem från jättegorillan Kong. Kong äter inte upp Ann, utan blir istället förälskad i henne och tar henne djupt in i öns djungler. Fartygets besättning följer efter honom.
Till skillnad från 1933 års film lär Ann här känna Kong och en stark vänskap utvecklas mellan dem. Ann försöker förgäves få produktionsgänget att låta apan vara, men de söver ned honom och transporterar honom till New York, där han visas upp på scen som världens åttonde underverk. Kong rymmer dock och tar med sig Ann. De upplever en del tillsammans i staden innan krigsplanen når ikapp dem och bombarderar apan med skott. De flyr tillsammans och i finalscenen klättrar Kong desperat upp längs Empire State Building. Ann försöker desperat, men förgäves rädda honom från krigsflygplanen som till slut skjuter ned honom från byggnaden för att sedan falla mot en säker död.

## Om filmen
- Det är en nyspelning på den berömda sagan om jättegorillan från de djupa djunglerna som av misstag släpps lös på New Yorks stressade gator.
- Originalfilmen från 1933 som då hade en metallskelett täckt av en hårig apdräkt, har idag ersatts av Peter Jacksons (mest känd för att ha regisserat Härskarringen-filmerna.) datoranimeringar.
- Peter Jackson hade velat göra en nyinspelning av filmen sedan barnsben, men hade inte tillräckligt med erfarenhet. Efter succén med Sagan om ringen-trilogin fick han chansen att göra filmen.
- Andy Serkis som spelar Lumpy i filmen spelar också King Kong. Serkis spelar King Kong via motion capture, dvs hans rörelser registreras av sensorer som i sin tur överförs på en datoranimerad gorilla.
- King Kong nu går på alla fyra som motsats till hans 1933-motsvarighet.
- Filmen har 2 400 specialeffekter vilket är rekord.

## Skådespelare (i urval)
- Naomi Watts – Ann Darrow
- Jack Black – Carl Denham
- Adrien Brody – Jack Driscoll
- Andy Serkis – King Kong / Lumpy
- Thomas Kretschmann – Kapten Englehorn
- Colin Hanks – Preston
- Jamie Bell – Jimmy
- Evan Parke – Hayes
- Lobo Chan – Choy
- Kyle Chandler – Bruce Baxter
- John Sumner – Herb
- Craig Hall – Mike

### Fotnoter
1. ↑  ”King Kong” (på engelska). Box Office Mojo. 14 december 2005. http://www.boxofficemojo.com/movies/?id=kingkong05.htm. Läst 19 september 2016.